# Distretto di Moghrar
Il distretto di Moghrar è un distretto della Provincia di Naâma, in Algeria.

## Comuni
Il distretto comprende due comuni:
- Moghrar (capoluogo)
- Djéniane Bourzeg